# Sebau
Sebau is een bestuurslaag in het regentschap Muara Enim van de provincie Zuid-Sumatra, Indonesië. Sebau telt 2563 inwoners (volkstelling 2010).